# Улица Бабушкина (Екатеринбург)
Улица Ба́бушкина — улица в жилом районе (микрорайоне) «Эльмаш» Орджоникидзевского административного района Екатеринбурга.

## Происхождение и история названий
Своё название улица получила в честь полярного лётчика и героя СССР Михаила Сергеевича Бабушкина (1893—1938).

## Расположение и благоустройство
Улица проходит с юга на север параллельно улице Стачек. Начинается от пересечения с Фронтовых Бригад и заканчивается у улицы Красных Командиров. Пересекается с улицами Корепина, Краснофлотцев, Баумана и Энтузиастов. С чётной стороны на улицу выходят Калиновский переулок и улица Лобкова. С нечётной стороны примыкания к улице отсутствуют.
Протяжённость улицы составляет около 1,6 км. Ширина проезжей части между улицами Фронтовых Бригад и Баумана — в среднем около 12 м (по две полосы в каждую сторону движения), к северу от Баумана — около 6 м. На протяжении улицы имеется пять светофоров (на перекрёстках с улицами Фронтовых Бригад, Корепина, Краснофлотцев
, Баумана и Красных Командиров) и один нерегулируемый пешеходный переход (на перекрёстке с улицей Энтузиастов). С обеих сторон улица оборудована тротуарами и уличным освещением. Нумерация домов начинается от улицы Фронтовых Бригад.

## История
Возникновение улицы связано с формированием и развитием соцгородка «Уралмашзавода» в 1930-х годах, позднее часть городка восточнее Пышминского тракта (современного проспекта Космонавтов) расширилась и обособилась в отдельный микрорайон (жилой район) «Эльмаш».
Улица впервые обозначена как планируемая на плане Свердловска 1939 года, где она уже носит собственное название. В этот период Бабушкина была самой западной улицей Эльмаша. В период с конца 1930-х по середину 1950-х годов улица активно застраивалась 2-5-этажной жилой застройкой. Позднее новые здания возводились лишь точечно. Этажность жилой застройки — от 2 до 14 этажей, с преобладанием мало- и среднеэтажной застройки.

## Примечательные здания и сооружения
- № 2а — торговый центр «Окей».
- № 16 — 3-этажное здание администрации Орджоникидзевского района.

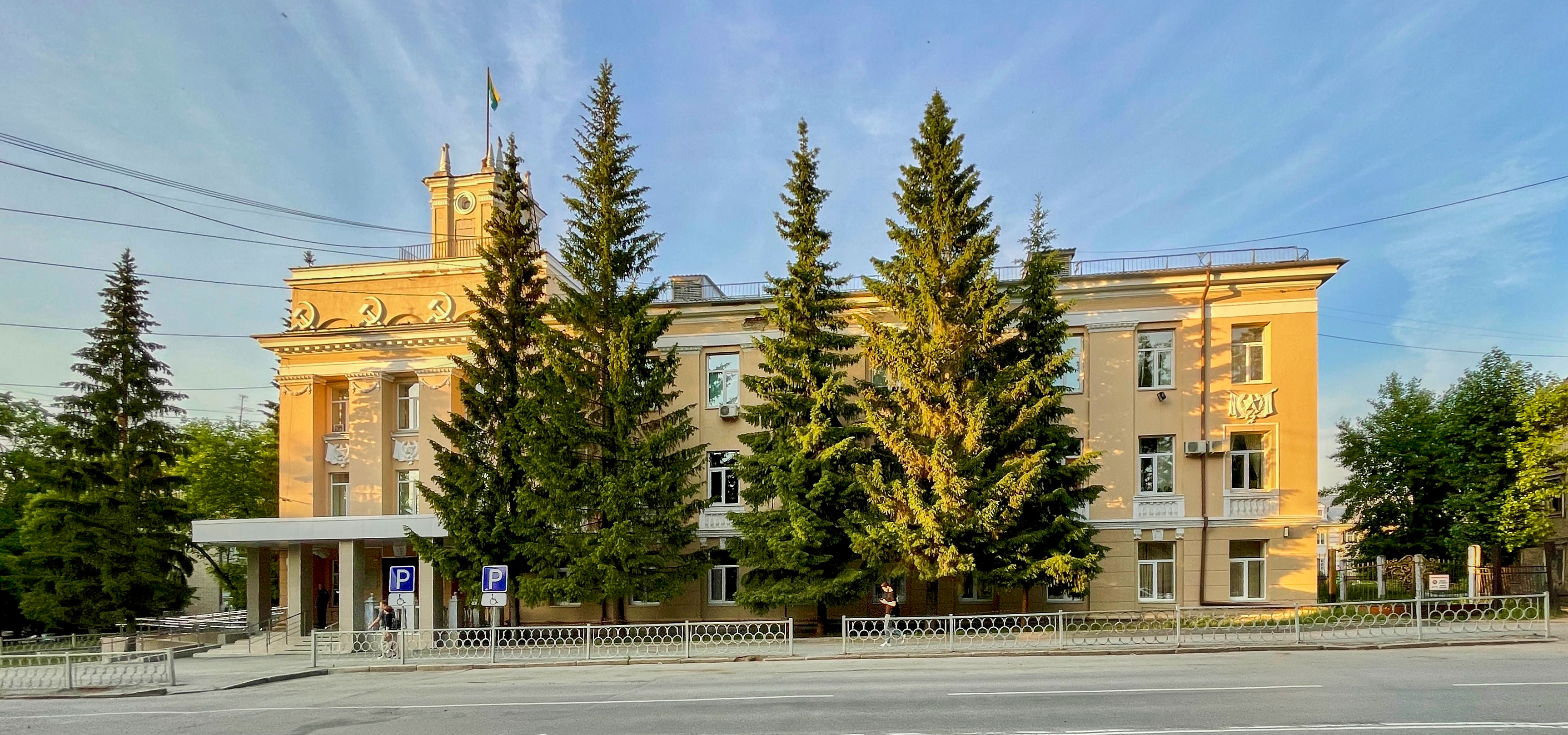
Здание Администрации Орджоникидзевского района
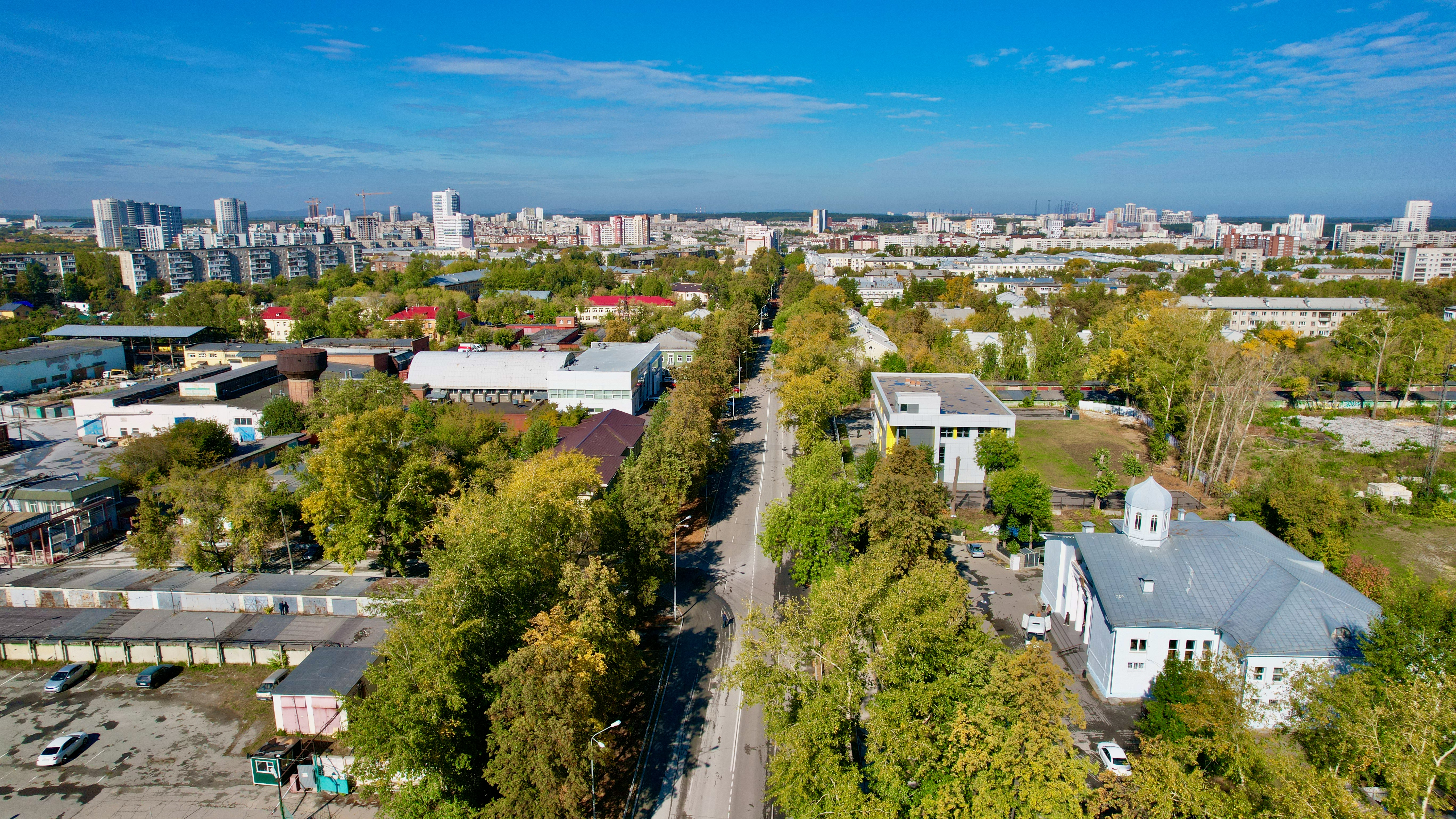
Вид на север, справа Успенская церковь
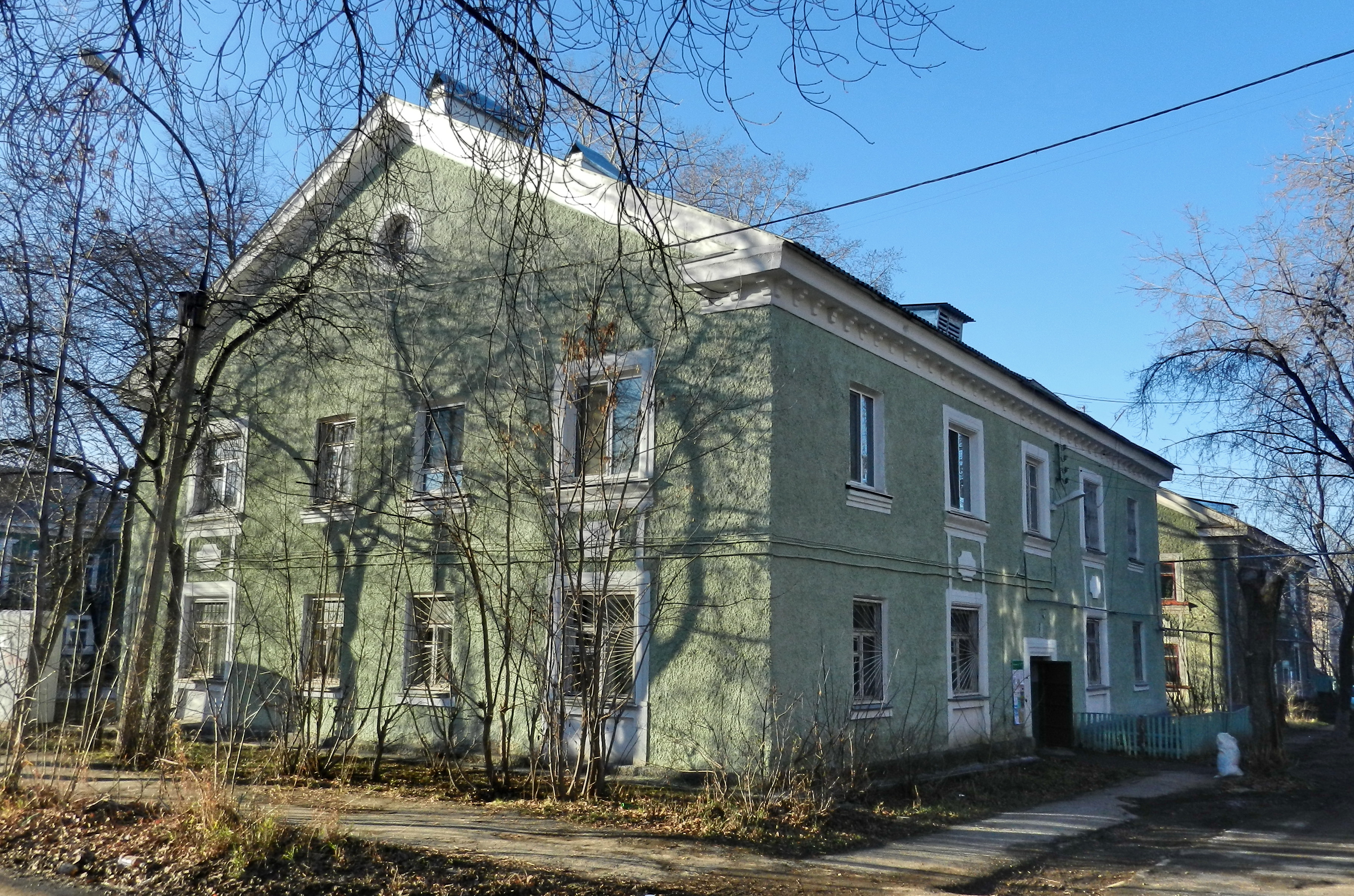
Здание по адресу Калиновский переулок, 1
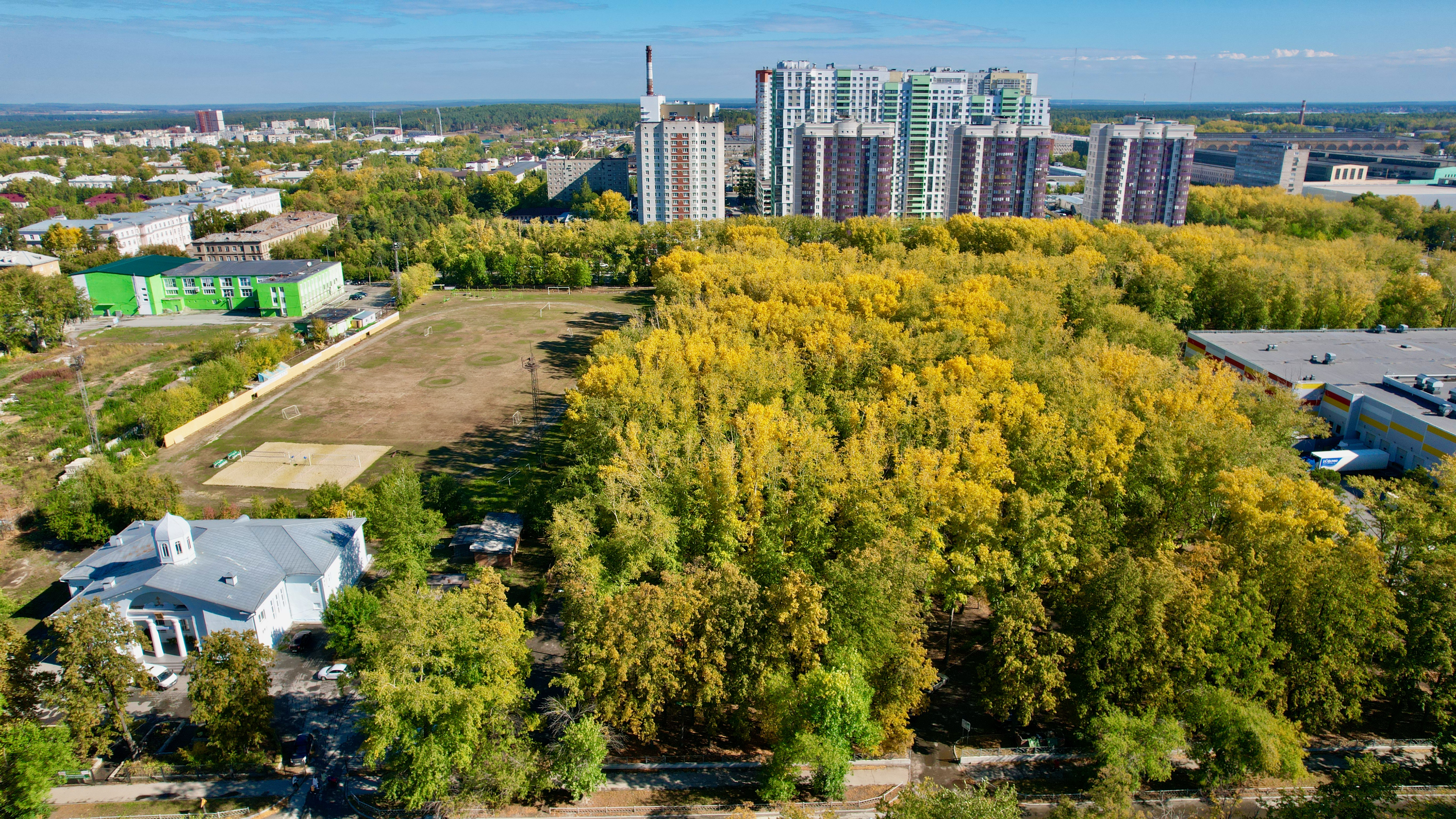
Парк Турбомоторного завода со стороны улицы
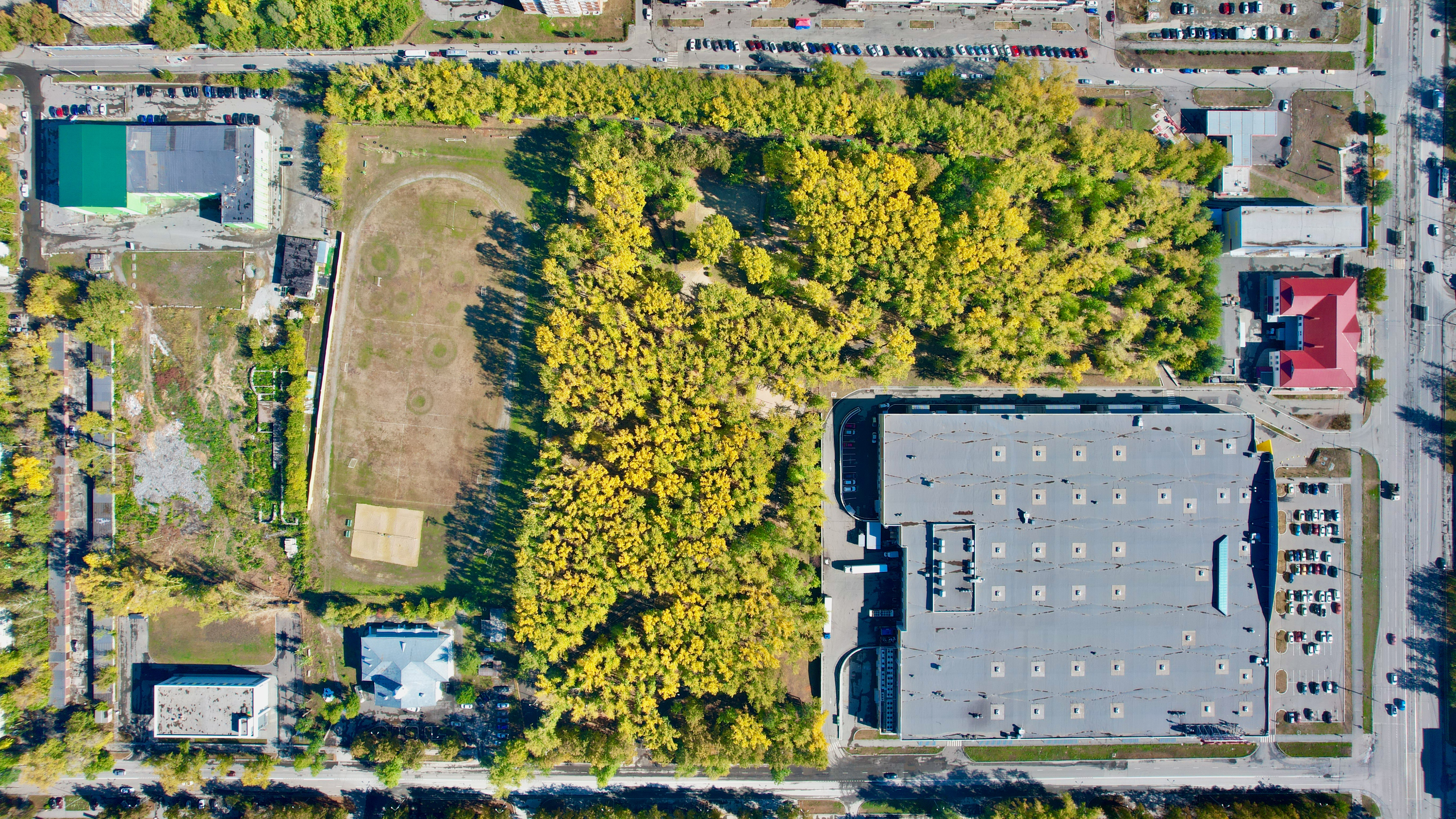
Парк, ограниченый улицами Бабушкина снизу (с запада) и Стачек сверху (с востока)

## Транспорт
Автомобильное движение на всей протяжённости улицы двустороннее.

### Наземный общественный транспорт
Движение наземного общественного транспорта по улице не осуществляется. Ближайшие к улице остановки общественного транспорта: к началу улицы — «Ворошиловская» (ул. Фронтовых Бригад), к середине улицы — «Бабушкина» и «ДК УЭТМ» (ул. Баумана), к концу улицы — «ДК Лаврова».

### Ближайшие станции метро
В 500 метрах к западу от перекрёстка улиц Бабушкина-Баумана находится станция 1-й линии Екатеринбургского метрополитена  «Уралмаш».